# Waltz for Debby (utwór)
Waltz for Debby – standard jazzowy autorstwa Billa Evansa, wydany po raz pierwszy w 1956 roku na albumie New Jazz Conceptions. Utwór znany jest także w szwedzkiej wersji językowej pod tytułem „Monicas vals” (do słów Beppe’a Wolgersa) oraz fińskiej wersji językowej jako  „Ankin valssi” (do słów Jukki Kuoppamäki).
Oryginalny tekst do utworu został napisany przez Gene Leesa. Kompozycja po latach zdobyła dwie nagrody Grammy: w 1999 roku w kategorii Best Instrumental Arrangement nagrodę otrzymał Don Sebesky, zaś w 2008 roku w kategorii Best Improvised Jazz Solo nagrodę otrzymali Gary Burton oraz Chick Corea.

## Wydania na albumach Billa Evansa
- New Jazz Conceptions (1956)[3]
- Know What I Mean? (oraz Cannonball Adderley, 1961)[8]
- Waltz for Debby (1962)[9]
- Waltz for Debby (oraz Monica Zetterlund, 1964)[10]
- You’re Gonna Hear From Me (1969)[11]
- The Bill Evans Album (1971)[12]
- The Tony Bennett/Bill Evans Album (oraz Tony Bennett, 1975)[13]

## Wydania na albumach pozostałych wykonawców
- Oscar Peterson – Affinity (1962)[14], Nigerian Marketplace (1982)[15], Freedom Song (1982)[16]
- Monica Zetterlund – Ohh! Monica! (1964)[17]
- Johnny Hartman – The Voice That Is! (1964)[18]
- Anki Lindquist – Sateen Jälkeen (1967)[19]
- Earl Klugh – Earl Klugh (1976)[20]
- David Benoit – This Side Up (1985)[21], Standards (2006)[22], Heroes (2008)[23]
- Masahiko Satoh – As If... (1985)[24]
- Kronos Quartet – Music of Bill Evans (1986)[25]
- David Matthews – Waltz for Debby (1987)[26]
- Ralph Towner – Open Letter (1991)[27]
- Maria Viana – Just Friends - Entre Amigos (1992)[28]
- Jean-Yves Thibaudet – Conversations with Bill Evans (1997)[29]
- Don Sebesky – I Remember Bill: The Tribute to Bill Evans (1998)[30]
- Al Jarreau – Accentuate the Positive (2004)[31]
- Niño Josele – Paz (2006)[32]
- Eliane Elias – Something for You: Eliane Elias Sings & Plays Bill Evans (2007)[33]
- Gary Burton oraz Chick Corea – The New Crystal Silence (2008)[34]
- Kenichiro Nishihara – Sweet Swing for Hershey’s (2011)[35]